# Лазурная альциона
Лазурная альциона(лат. Todiramphus diops) — вид птиц семейства зимородковых. Подвидов не выделяют. Эндемик Молуккских островов.

## Описание
Лазурная альциона достигает длины 19 см и массы от 41 до 65 г. Выражен половой диморфизм. У взрослых самцов середина лба и край макушки черноватые, а остальная часть макушки тёмно-сине-фиолетовая. Перед глазом у верхней части клюва расположено большое белое пятно круглой или немного треугольной формы. Затылок черный, часто с несколькими белыми перьями. Шею окружает широкий белый воротник. Мантия, лопатки, спина, кроющие крыльев, третьестепенные маховые перья и рулевые перья тёмно-сине-фиолетовые. Надхвостье и кроющие хвоста ярко-голубые. Нижняя сторона тела полностью белая. Испод крыльев белого цвета, за исключением больших кроющих перьев синего цвета. Первостепенные и второстепенные маховые перья сверху черноватые, снизу серовато-чёрные, по внешнему краю имеют сине-фиолетовый оттенок. Нижняя сторона хвоста серовато-чёрная. Клюв чёрный, радужная оболочка тёмно-коричневая, ноги серовато-чёрные. Взрослые самки отличаются от самцов синевато-чёрной задней и боковыми сторонами шеи. Грудь пересекает широкая тёмно-сине-фиолетовая полоса. Молодь похожа на взрослого самца. Однако надбровное пятно, воротник, боковые стороны горла и грудь имеют охристо-красный оттенок. Перья на горле и груди имеют тёмные края. Бока иногда желтоватые.

## Распространение и биология
Лазурная альциона является эндемиком Молуккских островов. Распространена на северных островах этого архипелага: Хальмахера, Моротай, Тернате, Тидоре, Моти и Бачан. Обитает в низменных тропических лесах, как первичных, так и вторичных, на высоте до 700 м над уровнем моря. Также встречается в мангровых зарослях, садах, малолесистых сельскохозяйственных угодьях и кокосовых плантациях. Ведет оседлый образ жизни. Рацион этого вида изучен недостаточно хорошо, было обнаружено только потребление прямокрылых (Orthoptera). На открытых участках охотится с присады на ветвях мёртвых деревьев или проводах, на окраинах леса сидит в основном в нижних ярусах леса. Биология размножения не описана.